# Critérium international de cyclo-cross
Das Critérium international de cyclo-cross war ein Radsportwettbewerb im Querfeldeinrennen (heutige Bezeichnung Cyclocross), der von 1924 bis 1949 vom französischen Radsportverband und später von der Union Cycliste Internationale (UCI) veranstaltet wurde und als inoffizielle Weltmeisterschaft in dieser Disziplin galt.

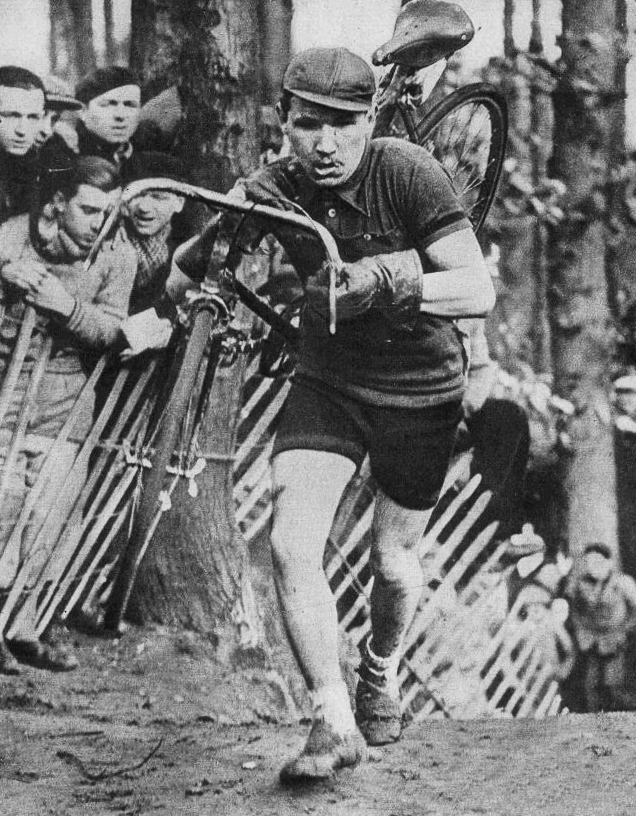
Der Luxemburger Josy Mersch beim Critérium 1935

## Geschichte
Das Critérium international de cyclo-cross wurde am 17. Februar 1924 unter dem Namen „Critérium international de cross cyclo-pédestre“ zum ersten Mal ausgefahren, organisiert von L’Auto, dem Organisator der Tour de France. Die Initiative dazu ging von dem früheren Präsidenten des französischen Radsportverbandes Daniel Gousseau aus. Im Gegensatz zu heutigen Cyclocrossrennen bestand der Parcours aus einer einzigen, über 20 Kilometer langen Runde, die einmal befahren wurde. Der Start befand sich vor dem Rathaus von Suresnes, einem westlichen Vorort von Paris, das Ziel vor der Festung von Mont Valérien. Der Wettbewerb wurde von Nationalmannschaften bestritten, an der ersten Ausgabe beteiligten sich Frankreich, Luxemburg, Belgien, Italien und die Schweiz. Der Parcours blieb bis 1942 im Wesentlichen derselbe. Aufgrund der rasanten Ausbreitung der Pariser Vororte ab den 1950er Jahren sind große Teile des Parcours heute überbaut, bis auf die Abschnitte im Forêt de la Malmaison.
Von 1943 bis 1946 entfiel das Rennen infolge der Kriegsereignisse. L’Auto wurde 1944 unter dem Vorwurf der Kollaboration verboten. Als das Critérium 1947 erstmals wieder stattfand, stand es daher unter der Ägide der UCI, die es nach Luxemburg vergab. Diese Ausgabe fand im Waldgebiet Baumbusch im Ortsteil Mühlenbach statt. Zu diesem Zeitpunkt wurde das Rennen bereits als „offiziöse Weltmeisterschaft“ bezeichnet. 1948 und 1949 fand es wieder in Frankreich statt, nunmehr im Bois de Vincennes im Stadtgebiet von Paris. Die Ausgabe von 1949 sollte die letzte sein, da die UCI 1950 UCI reguläre Cyclocross-Weltmeisterschaften einführte. Die Kontinuität mit dem Critérium international drückte sich in den Austragungsorten aus: Die Weltmeisterschaft 1950 fand wiederum im Bois de Vincennes statt, die von 1951 in Mühlenbach.
Rekordsieger war der Robert Oubron, der viermal (1937, 1938, 1941 und 1942) gewann. Erfolgreichste Nation war Frankreich mit 15 Siegen.

## Palmarès
- 1924  Gaston Degy
- 1925  Henri Moerenhout
- 1926  Francis Pélissier
- 1927 nicht ausgetragen
- 1928  Camille Foucaux
- 1929  Camille Foucaux
- 1930  Hilaire Berthelin
- 1931  Henri Deconinck
- 1932  Aubert Winsingues
- 1933  Sylvère Maes
- 1934  Maurice Seynaeve
- 1935  Josy Mersch
- 1936  Maurice Seynaeve
- 1937  Robert Oubron
- 1938  Robert Oubron
- 1939  Charles Vaast
- 1940 nicht ausgetragen
- 1941  Robert Oubron
- 1942  Robert Oubron
- 1943–1946 nicht ausgetragen
- 1947  Jean Robic
- 1948  Roger Rondeaux
- 1949  Roger Rondeaux